# Internal Affairs
Internal Affairs is een Amerikaanse misdaad-thriller uit 1990 onder regie van Mike Figgis.

## Verhaal
Raymond Avilla begint aan zijn nieuwe baan bij de afdeling interne zaken van het Los Angeles Police Department. De eerste zaak die hij samen met zijn collega Amy Wallace moet onderzoeken, heeft betrekking op zijn oud-klasgenoot van de politieschool Van Stretch. Die wordt verdacht van drugsgebruik, racisme en overmatig geweld tijdens zijn werk als straatagent. De zaak is al snel zo klaar als een klontje omdat Stretch' pogingen te ontkennen bijna bekentenissen op zich zijn.
Avilla komt er tijdens zijn onderzoek niettemin achter dat Stretch sterk onder invloed staat van zijn partner Dennis Peck, die op alle mogelijke vlakken corrupt is. Peck deinst niet terug voor het vervalsen van bewijsmateriaal, naar bed gaan met de vrouwen van vrienden en collega's, geweld en moord. Zodra hij doorheeft dat Avila hem op het spoor is, zet hij met alle middelen die hij kan bedenken de tegenaanval in. Hij betrekt daarin politiemensen en bevriende criminelen, maar ook Avilla's echtgenote Kathleen.

## Rolverdeling
| Acteur             | Personage          |
| ------------------ | ------------------ |
| Richard Gere       | Dennis Peck        |
| Andy Garcia        | Raymond Avilla     |
| Laurie Metcalf     | Amy Wallace        |
| Nancy Travis       | Kathleen Avilla    |
| Richard Bradford   | Grieb              |
| William Baldwin    | Van Stretch        |
| Michael Beach      | Dorian Fletcher    |
| Katherine Borowitz | Tova Arrocas       |
| Faye Grant         | Penny Stretch      |
| John Kapelos       | Steven Arrocas     |
| Xander Berkeley    | Rudy Mohr          |
| Mike Figgis        | Nicholas Hollander |